# گریز از مرکز تفاضلی

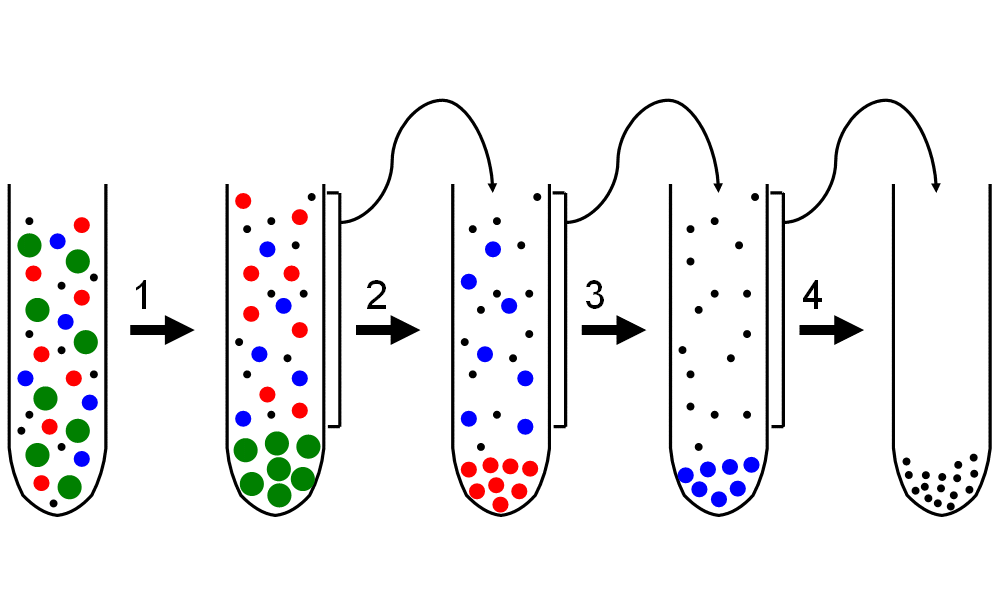
گریز از مرکز تفاضلی

در بیوشیمی و زیست‌شناسی سلولی، جداسازی به روش گریز از مرکز تفاضلی (همچنین به عنوان گریز از مرکز ارتعاشی تفاضلی شناخته می‌شود) یک روش رایج است که برای جداسازی اندامک‌ها و سایر ذرات زیر سلولی بر اساس سرعت ته‌نشینی آنها استفاده می‌شود. اگرچه اغلب در تجزیه و تحلیل بیولوژیکی استفاده می‌شود، گریز از مرکز تفاضلی یک تکنیک عمومی است که برای خالص سازی خام ذرات معلق غیر زنده (مانند نانوذرات، ذرات کلوئیدی، ویروس‌ها) نیز مناسب است. در یک مورد معمولی که از گریز از مرکز تفاضلی برای تجزیه و تحلیل پدیده‌های بیولوژیکی سلولی استفاده می‌شود (مثلاً توزیع اندامک)، یک نمونه بافت ابتدا لیز می‌شود تا غشای سلولی شکسته و اندامک‌ها و سیتوزول آزاد شود. سپس ماده متلاشی شده تحت سانتریفیوژهای مکرر قرار می‌گیرد، به گونه ای که ذراتی که در یک نیروی گریز از مرکز معین برای مدت زمان معین رسوب می‌کنند یک لایه فشرده در انتهای لوله سانتریفیوژ تشکیل می‌دهند.
پس از هر سانتریفیوژ، مایع شناور بالای لوله (محلول رسوب نشده) از لوله خارج شده و با نیروی گریز از مرکز بالاتر یا زمان بیشتر مجدداً سانتریفیوژ می‌شود. گریز از مرکز تفاضلی برای جداسازی خام بر اساس سرعت ته‌نشینی مناسب است، اما ممکن است خالص سازی‌های ریزدانه تر به روش معادله جداسازی گریز از مرکز بر مبنای شیب چگالی صورت گیرد. بنابراین، روش گریز از مرکز تفاضلی، لایه سازی ذره از ذرات رسوب نشده قبلی با نیروی گریز از مرکز زیاد شونده و بالاتر است. اندامک‌های سلولی جدا شده توسط گریز از مرکز تفاضلی، تا زمانی که در طول جداسازی در معرض شرایط برهم زننده‌ای قرار نگیرند، میزان نسبتاً بالایی از عملکرد طبیعی خود را حفظ می‌کنند.

## تئوری
در یک سیال چسبناک، سرعت ته‌نشین شدن یک ذره معلق فرضی (تا زمانی که ذره متراکم تر از سیال باشد) تا حد زیادی تابعی از عوامل زیر است:
- نیروی گرانش
- تفاوت در چگالی
- ویسکوزیته سیال
- اندازه و شکل ذرات

ذرات بزرگتر سریعتر و با نیروهای گریز از مرکز کمتر رسوب می‌کنند. اگر چگالی ذره ای کمتر از سیال باشد (مثلاً چربی‌های موجود در آب)، بدون توجه به قدرت نیروی g وارد شده، ذره رسوب نمی‌کند، بلکه شناور می‌شود. نیروی گریز از مرکز اجزاء را نه تنها بر اساس چگالی، بلکه بر اساس اندازه و شکل ذرات جدا می‌کند. در مقابل، جداسازی تخصصی تر گریز از مرکز به روش معادله شیب چگالی، تفکیک را تنها بر مبنای چگالی ذره انجام می‌دهد و بنابراین برای جداسازی‌های ریزدانه تر مناسب است.
نیروی g بالا باعث می‌شود که ته‌نشین شدن ذرات کوچک بسیار سریعتر از انتشار براونی باشد، حتی برای ذرات بسیار کوچک (در مقیاس نانو). هنگامی که از سانتریفیوژ استفاده می‌شود، از قانون استوکس با اصلاحات برای استدلال تغییرات نیروی g بر مبنای فاصله از مرکز گردش، استفاده کنیم.
{\displaystyle D={\sqrt {\frac {18\eta \,\ln(R_{f}/R_{i})}{(\rho _{p}-\rho _{f})\omega ^{2}t}}}}
جایی که:
- D حداقل قطر ذرات مورد انتظار برای رسوب است (متر).
- η (یا μ) ویسکوزیته دینامیکی سیال است (پاسکال در ثانیه)
- R f شعاع نهایی چرخش است. (متر)
- R i شعاع اولیه چرخش است. (متر)
- ρ p چگالی جرم حجمی ذرات است (kg/ m3)
- ρ f چگالی جرم حجمی سیال است (kg/ m3)
- ω سرعت زاویه ای است (رادیان/ثانیه)
- t زمان مورد نیاز برای رسوب گذاری از Ri به Rf است. (ثانیه)

## فرایند
جداسازی گریز از مرکز تفاضلی را می‌توان با ذرات دست نخورده (به عنوان مثال سلول‌های بیولوژیکی، میکروذرات، نانوذرات) استفاده کرد یا برای جداسازی اجزای تشکیل دهنده یک ذره معین استفاده کرد. با استفاده از مثال جداسازی اندامک‌های یوکاریوتی از سلول‌های دست‌نخورده، سلول باید ابتدا لیز و همگن سازی شود (به‌طور ایده‌آل با روشی ملایم، مانند همگن سازی دونس؛ تکنیک‌های سخت‌تر یا همگن‌سازی بیش از حد منجر به نسبت کمتری از اندامک‌های دست‌نخورده می‌شود). هنگامی که عصاره اندامک خام به دست آمد، می‌توان تحت سرعت‌های گریز از مرکز مختل قرار گیرد تا اندامک‌ها جدا شوند:
| ورودی نمونه                                             | نیروی G              | زمان      | ابزار مورد نیاز                                                | محتویات صفحات ته‌نشین شده                                                  | محتویات مایع ذرات معلق                                               |
| ------------------------------------------------------- | -------------------- | --------- | -------------------------------------------------------------- | ------------------------------------------------------------------------- | -------------------------------------------------------------------- |
| سلول‌های لیز نشده (یوکاریوتی).                           | 100 xg               | ۵ دقیقه   | سانتریفیوژ با زاویه ثابت رومیزی یا سانتریفیوژ سطلی نوسانی      | سلول‌های دست نخورده (یوکاریوتی)، بقایای ماکروسکوپی                         | بسته به نمونه متفاوت است                                             |
| سلول‌هایی که به آرامی لیز شده‌اند (مثلاً هموژنایزر Dounce) | 600 xg               | ۱۰ دقیقه  | سانتریفیوژ با زاویه ثابت رومیزی یا سانتریفیوژ سطلی نوسانی      | هسته‌ها                                                                    | سیتوزول، اندامک‌های غیر هسته ای                                       |
| رویی ردیف قبلی                                          | 15000 xg             | ۲۰ دقیقه  | سانتریفیوژ با زاویه ثابت روی میز                               | میتوکندری، کلروپلاست، لیزوزوم، پراکسی زوم                                 | سیتوزول، میکروزوم‌ها (معروف به رویی پس از میتوکندری)                  |
| رویی ردیف قبلی                                          | 50000 xg - 100000 xg | ۶۰ دقیقه  | سانتریفیوژ با زاویه ثابت با سرعت بالا یا اولتراسانتریفیوژ خلاء | غشای پلاسمایی، کسر میکروزومی، پلی ریبوزوم‌های بزرگ                         | سیتوزول، زیر واحدهای ریبوزومی، پلی ریبوزوم‌های کوچک، کمپلکس‌های آنزیمی |
| رویی ردیف قبلی                                          | 50000 xg - 100000 xg | ۱۲۰ دقیقه | اولتراسانتریفیوژ خلاء                                          | زیر واحدهای ریبوزومی، پلی ریبوزوم‌های کوچک، برخی از کمپلکس‌های آنزیمی محلول | سیتوزول                                                              |

## گریز از مرکز سرعت بالا
نمونه تحلیل رفته اکنون برای جداسازی گریز از مرکز در یک اولتراسانتریفیوژ آماده است. یک اولتراسانتریفیوژ شامل یک محفظه سرد و کم فشار دارای یک روتور است که توسط یک موتور الکتریکی با قابلیت چرخش با سرعت بالا به حرکت در می‌آید. نمونه‌ها در لوله‌هایی درون دستگاه یا متصل به روتور قرار می‌گیرند. سرعت چرخش ممکن است تا ۱۰۰۰۰۰ دور در دقیقه برای مدل کف، ۱۵۰۰۰۰ دور در دقیقه برای مدل رومیزی (Beckman Optima Max-XP یا Sorvall MTX150 یا himac CS150NX) برسد و نیروهای گریز از مرکز سریعی از 800000g تا 1000000g را ایجاد کند. این نیرو باعث ته‌نشینی درشت مولکول‌ها می‌شود و حتی می‌تواند باعث توزیع غیر یکنواخت مولکول‌های کوچک شود.
از آنجایی که بخش‌های مختلف یک سلول اندازه‌ها و چگالی‌های متفاوتی دارند، هر بخش با حداقل نیروهای گریز از مرکز متفاوت به یک گلوله تبدیل می‌شود؛ بنابراین، جداسازی نمونه به لایه‌های مختلف می‌تواند ابتدا با جداسازی ذره تجزیه شده اصلی تحت نیروهای ضعیف، حذف گلوله‌ها، سپس جداسازی نمونه‌های بعدی در معرض میدان‌های گریز از مرکز زیاد شونده انجام شود. هر بار قسمتی با چگالی متفاوت در کف ظرف رسوب می‌کند و استخراج می‌شود، و با استفاده مکرر لایه‌هایی ایجاد می‌شود که شامل قسمت‌های مختلف نمونه اصلی می‌شود. مراحل اضافی را می‌توان برای پالایش بیشتر هر یک از گلوله‌های به دست آمده انجام داد.
ته‌نشینی به جرم، شکل و حجم ویژه جزئی یک ماکرومولکول و همچنین چگالی حلال، اندازه روتور و سرعت چرخش بستگی دارد. سرعت رسوب را می‌توان در طول آزمایش برای محاسبه وزن مولکولی کنترل کرد. مقادیر ضریب رسوب (S) قابل محاسبه است. مقادیر بزرگ S (سرعت رسوب سریعتر) مربوط به وزن مولکولی بزرگتر است. ذرات متراکم سریع تر رسوب می‌کنند. پروتئین‌های درازتر ضرایب اصطکاک بیشتری دارند و برای اطمینان از دقت، کندتر رسوب می‌کنند.

## تفاوت بین جداسازی گریز از مرکز تفاضلی و گرادیان چگالی
تفاوت بین تکنیک‌های جداسازی گریز از مرکزی تفاضلی با گرادیان چگالی در این است که روش دوم از محلول‌هایی با چگالی‌های مختلف (مانند ساکارز، فیکول) یا ژل‌هایی استفاده می‌کند که نمونه از آن عبور می‌کند. این کار نمونه را با چگالی مرتبط به لایه‌هایی جدا می‌کند، بر اساس این اصل که مولکول‌ها تحت یک نیروی گریز از مرکز قرار می‌گیرند تا زمانی که به محیطی با چگالی مشابه خود برسند. درجه جدا شدن یا تعداد لایه‌ها به محلول یا ژل بستگی دارد.
از طرف دیگر، جداسازی تفاضلی از گرادیان چگالی استفاده نمی‌کند و جداسازی در سرعت‌های در حال افزایش انجام می‌شود. سرعت‌های مختلف سانتریفیوژ اغلب باعث جدایی به بیش از دو بخش نمی‌شود، بنابراین ذرات شناور را می‌توان در مراحل سانتریفیوژ اضافی جدا کرد. به همین دلیل، در هر مرحله سرعت سانتریفیوژ باید افزایش یابد تا ذرات مورد نظر جدا شوند. در مقابل، جداسازی گریز از مرکز گرادیان چگالی معمولاً تنها با یک سرعت سانتریفیوژ انجام می‌شود.